# Norman Simon
Norman Simon (ur. 7 maja 1976 roku w Wiesbaden) – niemiecki kierowca wyścigowy.

## Kariera
Simon rozpoczął karierę w wyścigach samochodowych w 1994 roku od startów w Niemieckiej Formule Ford 1800, gdzie jednak nie był klasyfikowany. W późniejszych latach pojawiał się także w stawce Brytyjskiej Formuły Ford, Europejskiej Formuły Opel, Pucharu Narodów Formuły Opel Lotus, Masters of Formula 3, Grand Prix Makau, 100 Meilen von Hockenheim, Niemieckiej Formuły 3, Formuły 3000, Sports Racing World Cup, Grand American Rolex Series, American Le Mans Series, FIA GT Championship, European Superproduction Championship, 24-godzinnego wyścigu Le Mans, British Touring Car Championship, All-Japan GT Championship, Super GT Japan oraz Le Mans Series.
W Formule 3000 Niemiec wystartował w pięciu wyścigach sezonu 1999 z włoskimi ekipami Coloni oraz World Racing Team. Nigdy jednak nie zdobył punktów. Został sklasyfikowany na 27 miejscu w klasyfikacji końcowej kierowców.